# 1972年夏季残疾人奥林匹克运动会澳大利亚代表团
1972年夏季残疾人奥林匹克运动会澳大利亚代表团是澳大利亚派出的1972年夏季残疾人奥林匹克运动会代表团。获得6枚金牌、9枚银牌和10枚铜牌。